# Psyllocamptus carolinensis
Psyllocamptus carolinensis är en kräftdjursart som beskrevs av Lindgren 1975. Psyllocamptus carolinensis ingår i släktet Psyllocamptus och familjen Ameiridae. Inga underarter finns listade i Catalogue of Life.